# Кароліна Бенедікс-Брюс
Кароліна Марія Бенедікс, у шлюбі Бенедікс-Брюс (швед. Carolina Maria Benedicks-Bruce; 28 жовтня 1856, Стокгольм, Швеція — 18 лютого 1935, Готланд, Швеція) — шведська скульпторка, художниця й суфражистка.

## Життєпис
Народилася 28 жовтня 1856 року в Стокгольмі. Батько — Едвард Отто Бенедікс (Edward Otto Benedicks), мати — Кароліна Шарлотта (Karolina Charlotta, до шлюбу Cantzler); в сім'ї було ще кілька братів і сестер.
Початкову художню освіту Кароліна отримала у Августа Мальмстрема. У 1881 році була зарахована до класу скульптури Королівської академії вільних мистецтв, ставши третьою жінкою в історії Швеції, яка здобувала цю професію (після Карін Аросеніус та Іди Еріксон-Молард). Під час навчання познайомилася з Гільмою Клінт і Гердою Тірен, з якими в 1883 поїхала до Франції. Вони жили переважно в Парижі і в художній колонії в Грез-сюр-Луен. Після закінчення навчання в Академії Кароліна Бенедікс повернулася до Франції і стала ученицею скульптора Александра Фальг'єра.

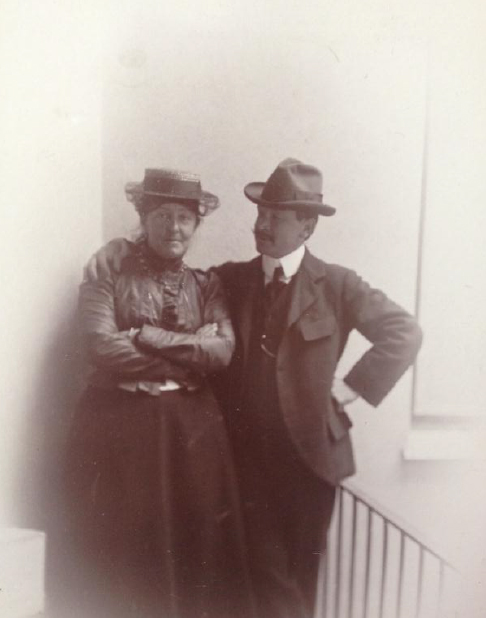
Кароліна Бенедікс-Брюс із чоловіком

Влітку 1885 року вона познайомилася з канадським художником Вільямом Брюсом, восени цього ж року заручилася з ним, але одружилася лише в 1888 році. У 1900 році вони створили свій літній будинок Брюсебо в Готланді. Після смерті чоловіка в 1906 році Кароліна Бенедікс-Брюс продовжувала жити у цьому будинку до кінця життя.
Поряд з професійною художньою діяльністю вона займалася і громадською, зокрема відстоювала виборчі права жінок і зіграла важливу роль в заснуванні Lottakåren на Готланді, а також відділення Väskinde асоціації Stockholmsföreningen för kvinnans politiska rösträtt (FKPR).
Померла 16 лютого 1935 року в лені Готланд.
Не маючи дітей, в своєму заповіті вона заявила, що Brucebo повинен залишатися місцем, де молоді художники могли б розвивати свою майстерність. У 1972 році тут був створений фонд Brucebo Fine Art Scholarship Foundation, стипендія якого надається молодим канадським художникам, які можуть приїхати і вчитися в Brucebo.

## Творчість
Кароліна Бенедікс була в основному скульпторкою, але також працювала у техніках офорт та акварель. При виготовленні бюстів використовувала мармур і бронзу. Кілька її робіт були представлені в Паризькому салоні в 1893 році. Брала участь у Всесвітній виставці в Парижі в 1900 році, де була нагороджена бронзовою медаллю, а потім у Відні.
Її роботи представлені, зокрема, в Національному музеї в Стокгольмі й в Музеї округу Евлеборг (Länsmuseet Gävleborg). У її домі Brucebo у наші дні відкрито музей.

## Галерея

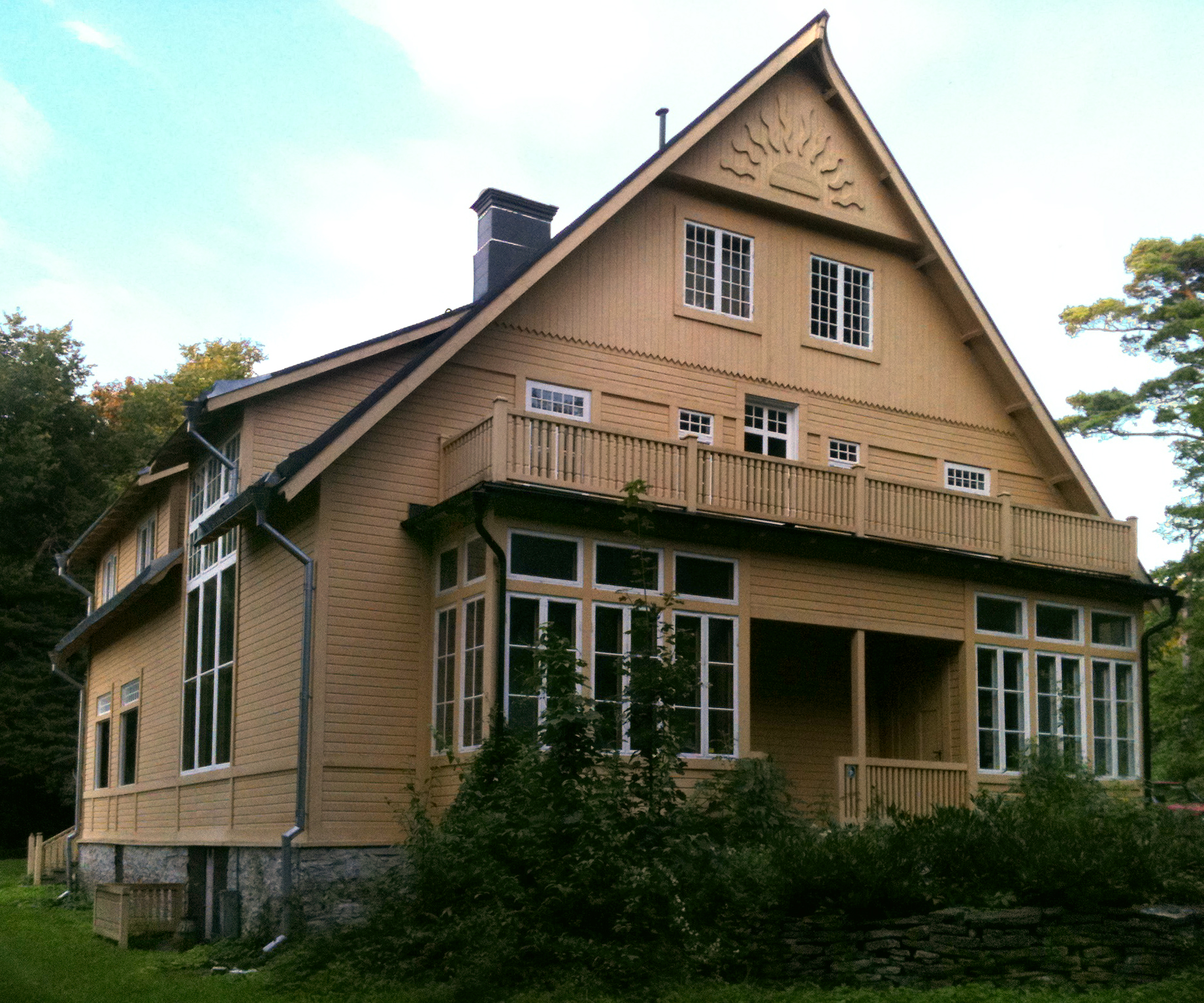
Будинок Brucebo
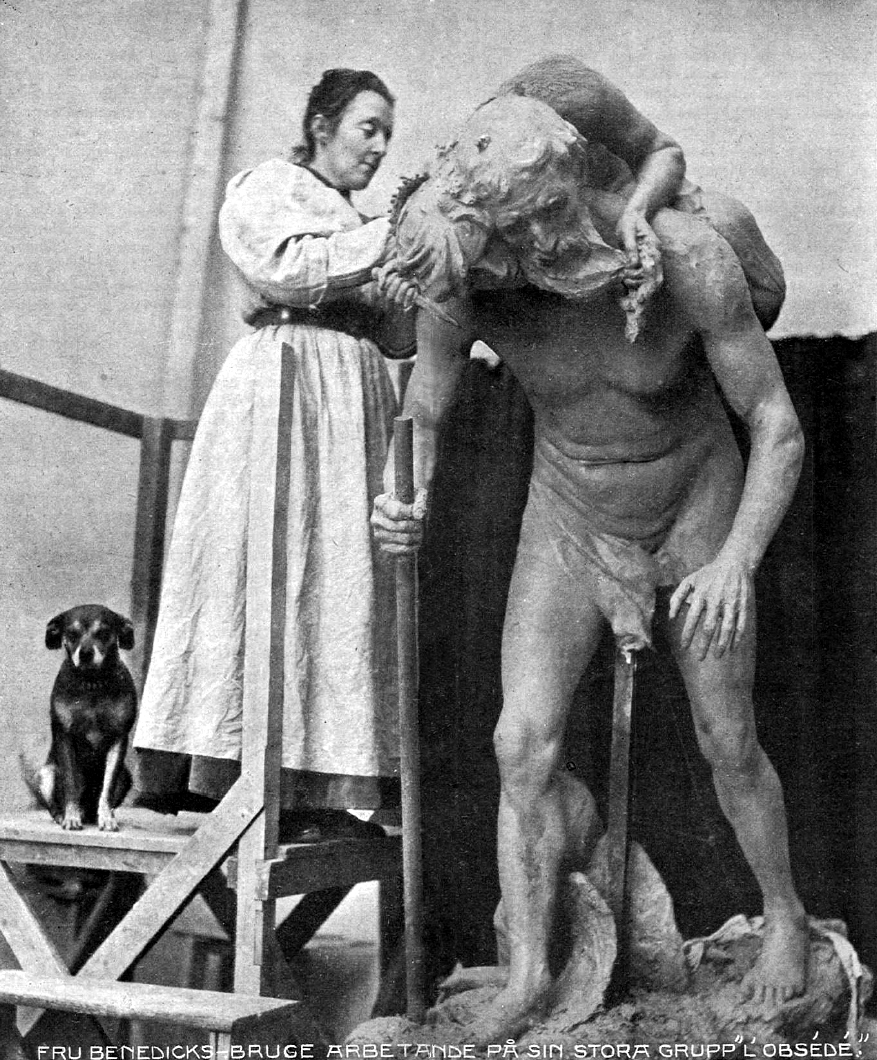
За роботою. Скульптура "L'obsède" (1910)
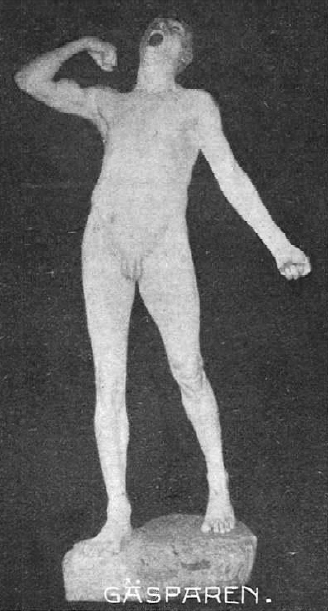
"Позіхання"
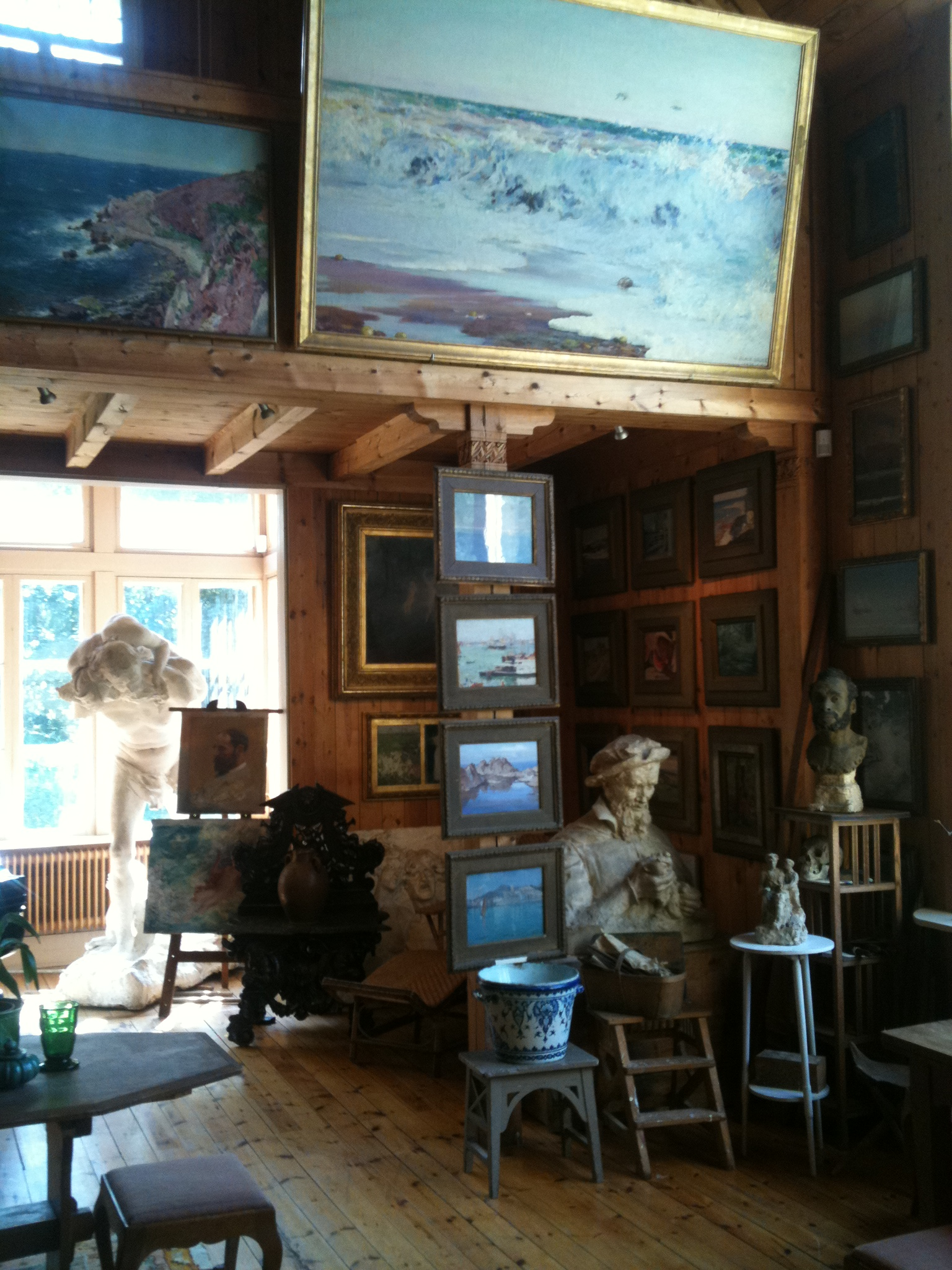
Південна частина студії в Брюсебо, "L'obsède" (зліва, ззаду), "Мікеланджело" та бюст її чоловіка (справа, спереду)
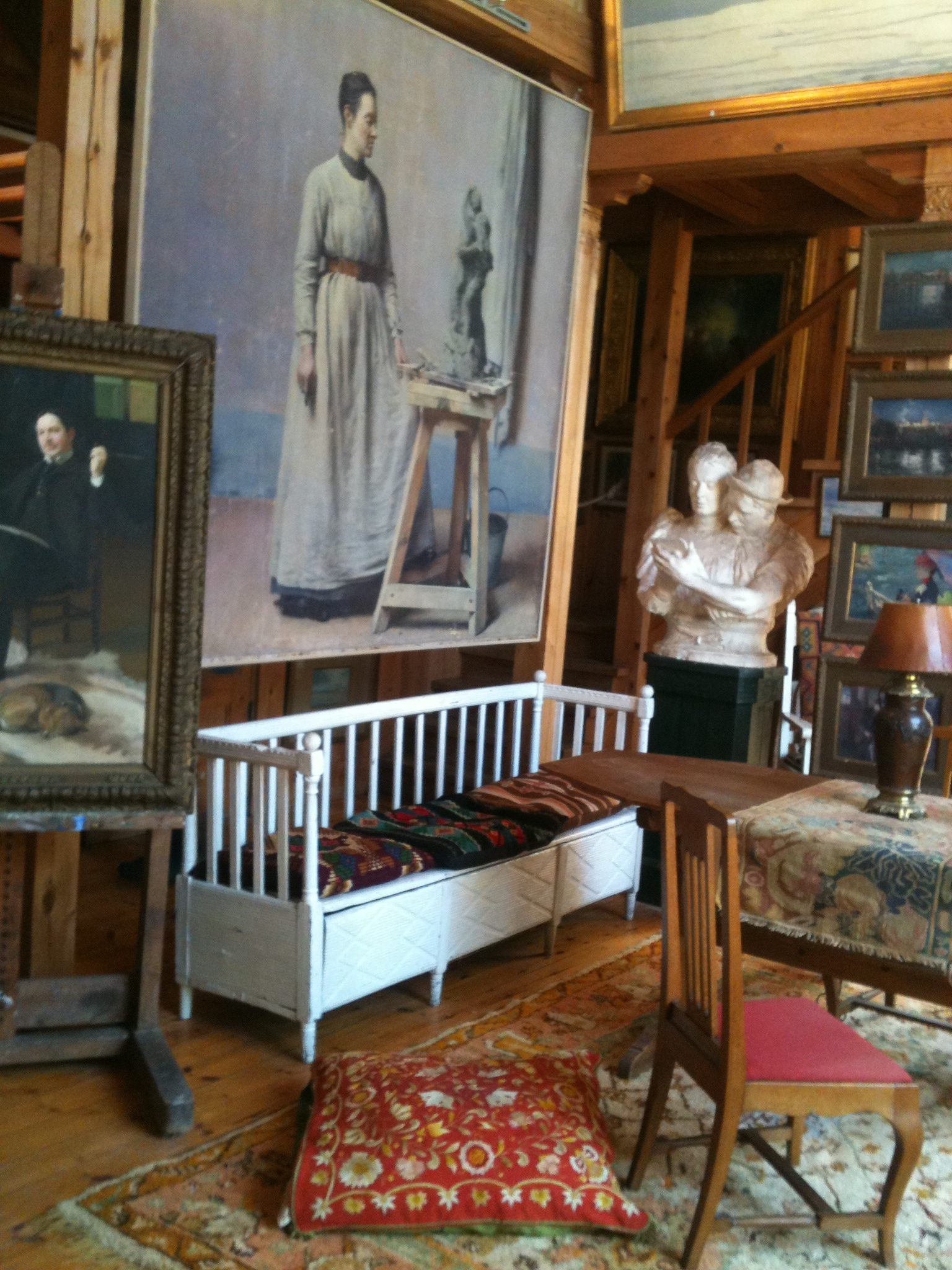
Одна зі скульптур К.Бенедікс-Брюс і її портрет, виконаний Вільямом Брюсом
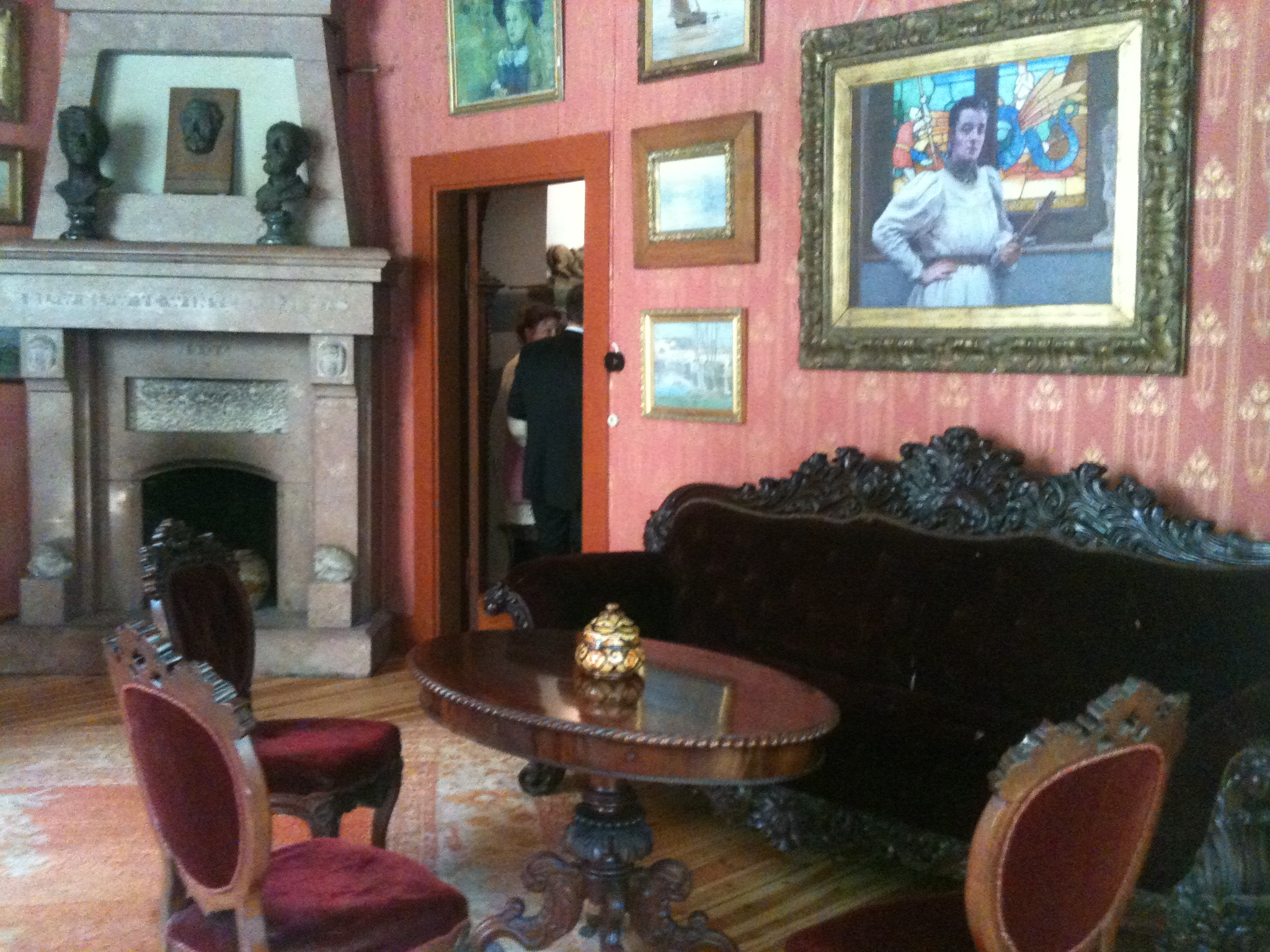
Брюсебо